# باربرا كارتلند
باربرا كارتلند (بالإنجليزية: Mary Barbara Hamilton Cartland McCorquodale) واسمها الكامل ماري باربارا هاميلتون كارتلند، وُلدت في 9 يوليو 1901 بإدجبستون (مدينة قديمة تابعة الآن لبرمنغهام. وتوفت في 21 مايو 2000 بهاتفيلد في هيرتفوردشاير. وهى كاتبة إنجليزية. وتعد كارتلاند سيدة روايات الحب والرومانسية حيث ألفت أكثر من 650 كتابا وقد تكون أكثر المؤلفين إنتاجا في العالم.

## سيرتها المهنية
بدأت باربرا الكتابة عام 1920، حيث كانت تكتب مواضيع اجتماعية تنشرها في صحيفة «ديلي اكسبرس». وفي عام 1923 نشرت أول رواية لها بعنوان «اللغز»، بينما عرضت مسرحية (النقود القذرة) التي كتبتها في عام 1925، وأعادت كتابتها في كتاب يحمل اسم «الغبار» تسبب في نفس السنة التي في مثول باربرا أمام المحكمة. وفي أواخر عام 1928 كتبت مسلسلا إذاعيا بعنوان (الأفضل في الإنسان)، وفي عام 1933 أصدرت روايتها (سجين في البرج) التي كان لها صدى قوي لدى القراء.
وكتبت باربرا روايتها المائة بعد ذلك بسنة. في الـ 1973 قدمت باربرا عشرة كتب لدار النشر«بان بوك»، وقدمت نفس العدد لدار«غوركي». وفي العام 1973 بدأت النشر في دار بانتوم في الولايات المتحدة.
دخلت كارتلاند كتاب الأرقام القياسية بسبب مبيعات كتبها الكبيرة، وفي 1991 أطلقت عليها الملكة اليزابيث الثانية لقب «سيدة» الموازي للقب «سير» لدى الرجال.

## أسرتها
تزوجت باربرا من ألكسندر ماكوركوديل في نيسان 1927، ورزقت بابنتها الأولى (راين) في سيبتمبر 1929. وبعد طلاقها من زوجها عام 1932 أصبحت أكثر قربا من أخيها رونالد، ثم تزوجت من ابن عم زوجها السابق في عام 1936، وأنجبت نجليها إيان وكلن.
قتل أخوها أنتوني في29 أيار 1940 في معركة (دنكيرك)، وكذلك أخوها رونالد الذي قتل في اليوم التالي، وكان أول عضو برلمان يقتل في الحرب العالمية الثانية، وانتقلت باربرا للعيش في منزل جدها في كامفيلد عام 1950، وتوفي زوجها الثاني عام 1963 بسكتة قلبية.
والجدير بالذكر أن كارتلاند هي والدة راين سبنسر زوجة جون سبنسر والد الاميرة ديانا سبنسر.

## روابط خارجية
- باربرا كارتلند على موقع IMDb (الإنجليزية)
- باربرا كارتلند على موقع الموسوعة البريطانية (الإنجليزية)
- باربرا كارتلند على موقع ميوزك برينز (الإنجليزية)
- باربرا كارتلند على موقع إن إن دي بي (الإنجليزية)
- باربرا كارتلند على موقع ديسكوغز (الإنجليزية)
- باربرا كارتلند على موقع قاعدة بيانات الفيلم (الإنجليزية)